# 傳承盃高球賽
傳承盃高球賽（RBC Heritage）是美國高爾夫球PGA巡迴賽的一項賽事。傳承盃高球賽於1969年開始舉行。在1987年至2010年，該賽事曾經由MCI公司贊助。2012年至2016年，由於加拿大皇家銀行成為該賽事的冠名贊助商，賽事的正式名稱改為RBC HeritageIt is currently organized by The Heritage Classic Foundation.。

## 外部連結
- 官方网站
- Coverage on the PGA Tour's official site （页面存档备份，存于）

32°08′10″N 80°48′36″W / 32.136°N 80.810°W